# Nadine Hildebrand
Nadine Hildebrand (* 20. September 1987 in Stuttgart) ist eine ehemalige deutsche Leichtathletin. Ihre Spezialdisziplin war der Hürdenlauf.

## Berufsweg
Nach dem Abitur am Karls-Gymnasium Stuttgart begann Hildebrand 2005, dem Jahr ihrer ersten internationalen Meisterschaftsteilnahme, ihr Jura-Studium an der Eberhard Karls Universität in Tübingen. Im April 2013 schloss sie ihr Jura-Studium mit dem 2. Staatsexamen ab. Seit September 2013 arbeitet sie als Rechtsanwältin mit Schwerpunkt Zivilrecht.

## Sportliche Karriere
Im Alter von 8 Jahren kam Hildebrand über ihre ältere Schwester zur Leichtathletik. Im Schülerbereich probierte sie bei einem Wettkampf den Hürdenlauf aus, den sie dann abwechslungsreicher als den Flachsprint fand.
Bis 2002 startete Hildebrand für die Sportvereinigung Feuerbach. Danach trainierte sie im Olympiastützpunkt Stuttgart bei Trainer Sven Rees und startete für das LAZ Salamander Kornwestheim-Ludwigsburg.
2005 qualifizierte sie sich erstmals für internationale Meisterschaften und wurde bei den Junioreneuropameisterschaften in Kaunas Sechste. 2006 konnte sie sich erneut für den internationalen Höhepunkt qualifizieren und erreichte bei den Juniorenweltmeisterschaften in Peking das Halbfinale. Dies gelang ihr auch 2007 bei den U23-Europameisterschaften in Debrecen. Ihren ersten nationalen Titel sicherte sich Hildebrand im Jahre 2007 bei den Juniorenmeisterschaften und verteidigte diesen 2008. Bei den Frauen wurde sie in diesem Jahr Deutsche Vizemeisterin.
2009 konnte sie sich mit ihrem ersten Titelgewinn im Erwachsenenbereich bei den Deutschen Hallenmeisterschaften in Leipzig auch für ihre ersten internationalen Meisterschaften der Erwachsenen qualifizieren. Bei den Halleneuropameisterschaften in Turin erreichte sie das Finale und wurde Sechste. Die Weltmeisterschaften in Berlin verpasste sie jedoch aufgrund einer Muskelentzündung im Oberschenkel.
Bei den Hallenweltmeisterschaften 2010 in Doha schied sie im Halbfinale aus. Bei ihren ersten Freilufteuropameisterschaften 2010 in Barcelona konnte sie im Halbfinale ihre persönliche Bestzeit erstmals unter die magische 13-Sekunden-Grenze drücken und erreichte im Finale den 8. Platz.
2011 kam sie bei den Halleneuropameisterschaften in Paris nicht über das Halbfinale hinaus. Im September 2011 wechselte sie zu ihrem neuen Trainer Werner Späth.
Beim Olympiaqualifikationswettkampf in Mannheim stellte sie 2012 mit 12,94 s einen neuen Württembergischen Rekord und eine neue persönliche Bestzeit auf. Bei den Europameisterschaften im selben Jahr in Helsinki erreichte sie das Halbfinale. Zur Teilnahme an den Olympischen Spielen in London fehlten ihr nur zwei Hundertstelsekunden. Im November entschied sie sich für einen Vereinswechsel zum VfL Sindelfingen, wo sie seit Ende 2011 auch ständig trainierte.
2013 wurde Hildebrand in Dortmund zum zweiten Mal Deutsche Hallenmeisterin. Bei den Halleneuropameisterschaften eine Woche später in Göteborg kam sie ins Halbfinale. In Ulm gewann sie in 12,90 s ihren ersten Deutschen Meistertitel im Freien. Bei den Weltmeisterschaften in Moskau wenig später belegte sie mit 13,04 s den 16. Platz.
2014 konnte sie in der Halle erstmals die magische 8-Sekunden-Grenze unterbieten und entschied das Internationale Hallenmeeting in Karlsruhe mit neuer Weltjahresbestleistung und persönlicher Bestleistung von 7,91 s für sich. Wenig später verteidigte sie ihren Deutschen Hallentitel in Leipzig. Bei den Hallenweltmeisterschaften in Sopot zwei Wochen später belegte sie in 8,02 s im Finale den 7. Platz. Mit ihrem zweiten Platz bei der Team-Europameisterschaft in Braunschweig steuerte sie wertvolle 11 Punkte zum Gesamtsieg des Deutschen Teams bei. Sie verteidigte im Freien den deutschen Meistertitel in Ulm erfolgreich mit der Einstellung des Meisterschaftsrekords und neuer persönlicher Bestleistung von 12,71 s. Bei den Europameisterschaften in Zürich belegte sie im Finale den 6. Platz.
Im Januar 2015 ließ sich Hildebrand mit Blick auf die Olympischen Spiele 2016 in Rio de Janeiro am Knie operieren und setzte die Saison aus.
2016 wurde Hildebrand Vizemeisterin sowohl bei den Deutschen Hallenmeisterschaften in Leipzig als auch bei den Deutschen Meisterschaften in Kassel. Im Mai hatte sie bei der Kurpfalz Gala in Weinheim mit 12,79 s die Norm für die Olympischen Spiele in Rio de Janeiro erfüllt. Ende Juni wurde Hildebrand für die Europameisterschaften in Amsterdam nominiert. Sowohl in Rio als auch in Amsterdam schied sie mit 12,95 s im Halbfinale aus.
2017 zog sich Hildebrand noch vor den Deutschen Hallenmeisterschaften einen Muskelfaserriss zu und musste eine Zwangspause einlegen. Ende Mai stieg sie in die Freiluftsaison ein, konnte aber auf Grund eines neuerlichen Muskelfaserrisses Mitte Juni ihr Potenzial nicht ausschöpfen und wurde bei den Deutschen Meisterschaften in Erfurt nur Vierte. Bei den Weltmeisterschaften in London schied sie in der Vorrunde aus.
2018 wiederholte sich das Verletzungspech, denn erneut zog sich Hildebrand vor den Deutschen Hallenmeisterschaften einen Muskelfaserriss zu und musste die Hallensaison frühzeitig beenden. Damit verpasst sie auch die Hallenweltmeisterschaften in Birmingham, denn die Norm hatte Hildebrand bereits mehrfach unterboten. Bei den Deutschen Meisterschaften in Ulm kam sie sowohl über die Hürden als auch mit der 4-mal-100-Meter-Staffel auf den 5. Platz.
Am 2. September 2018 bestritt Hildebrand beim ISTAF Berlin ihr Abschiedsrennen vom Leistungssport.
Bei einer Größe von 1,58 m betrug ihr Wettkampfgewicht 53 kg.
Seit 2018 ist Hildebrand auch als Athletensprecherin im Deutschen Leichtathletik-Verband (DLV) aktiv.

## Bestwerte
Leistungsentwicklung
| Jahr | 60 m   | 60 m Hürden | 100 m Hürden |
| ---- | ------ | ----------- | ------------ |
| 2003 | 7,71 s |             | 13,88 s      |
| 2004 | 7,54 s | 8,64 s      | 14,25 s      |
| 2005 | 7,60 s | 8,67 s      | 13,57 s      |
| 2006 | 7,60 s | 8,38 s      | 13,50 s      |
| 2007 | 7,56 s | 8,41 s      | 13,27 s      |
| 2008 | 7,48 s | 8,13 s      | 13,04 s      |
| 2009 | 7,44 s | 8,06 s      | 13,09 s      |
| 2010 | 7,43 s | 8,00 s      | 12,96 s      |
| 2011 | 7,41 s | 8,09 s      | 13,16 s      |
| 2012 | 0-     | 8,14 s      | 12,94 s      |
| 2013 | 7,43 s | 8,07 s      | 12,85 s      |
| 2014 | 7,29 s | 7,91 s      | 12,71 s      |
| 2015 | 0-     | 0-          | 0-           |
| 2016 | 7,46 s | 8,01 s      | 12,64 s      |
| 2017 | 7,37 s | 0-          | 12,81 s      |
| 2018 | 0-     | 7,99 s      | 12,97 s      |

Persönliche Bestleistungen
(Stand: 8. Februar 2018)
Halle
- 60 m: 7,29 s, Karlsruhe, 25. Januar 2014
- 60 m Hürden: 7,91 s, Karlsruhe, 1. Februar 2014

Freiluft
- 100 m Hürden: 12,64 s (+1,8 m/s), Mannheim, 29. Juli 2016